# Leptognathia dissimilis
Leptognathia dissimilis är en kräftdjursart som beskrevs av Lang 1972. Leptognathia dissimilis ingår i släktet Leptognathia och familjen Leptognathiidae. Inga underarter finns listade i Catalogue of Life.